# Fritjof Capra

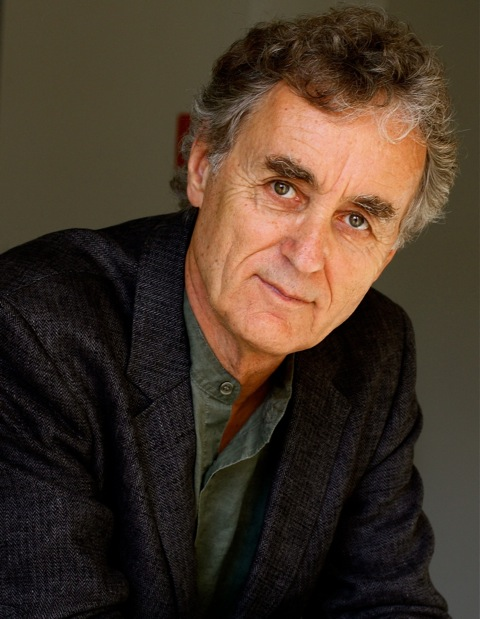
Fritjof Capra

Fritjof Capra (ur. 1 lutego 1939) – amerykański fizyk pochodzenia austriackiego.

## Życiorys
Urodził się w Wiedniu. W roku 1966 zdobył tytuł doktora fizyki teoretycznej na Uniwersytecie Wiedeńskim. Prowadził prace nad fizyką cząstek elementarnych i teorią systemów, pisywał również książki popularnonaukowe na temat nauki, między innymi Tao fizyki, której podtytuł brzmi Przedstawienie równoległości między współczesną fizyką a mistycyzmem Wschodu. Książka przedstawia tezę, według której fizyka i metafizyka w sposób nieuchronny prowadzą do zdobycia tej samej wiedzy.

## Praca
Po podróży po Niemczech w początkach lat 80. XX wieku, Capra wraz z eko-feministką Charlene Spretnak napisał książkę Green Politica (Zielona polityka), wydaną w roku 1984.
Capra był współautorem scenariusza do nakręconego w roku 1990 filmu Mindwalk w reżyserii jego brata, Berndta Amadeusa Capry, w którym główne role zagrali Liv Ullmann, Sam Waterston i John Heard. Film był częściowo oparty na napisanej przez niego książce The Turning Point.
W roku 1991 Capra wraz z Davidem Steindtl-Rastem, mnichem benedyktyńskim uznawanym za współczesnego Thomasa Mertona, napisał książkę Belonging to the Universe. Za podstawę przyjmując książkę Thomasa Kuhna Struktura rewolucji naukowych (The Structure of Scientific Revolutions), opracowanie przedstawiało równoległość nowego myślenia opartego na paradygmatach i religii, które razem tworzą - zdaniem autorów - wzajemnie dający się pogodzić wizerunek wszechświata.
Capra wzywa społeczność Zachodu do porzucenia konwencjonalnego myślenia liniowego i kartezjańskiego pojmowania mechaniki. Krytykując redukcjonistyczne poglądy Kartezjusza, głoszące, że każde zjawisko można poznawać częściami, co pozwala na zrozumienie całości procesu, Capra pozwala czytelnikowi na spojrzenie na świat obiektywnie poprzez pryzmat teorii komplikacji.
Capra rzekomo ustala podstawy do zmiany wielu obowiązujących teorii, jedną z których jest teoria systemów żywych, teoretyczne ramy ekologii. Teoria ta pojawiła się całkowicie dopiero na początku XXI wieku, lecz ma swoje korzenie w kilku dziedzinach nauki, które w pełni rozwinęły się w pierwszej połowie XX wieku - biologii organicznej, psychologii Gestalt, ekologii, ogólnej teorii systemów i cybernetyki.
Fizyk i laureat Nagrody Nobla Leon M. Lederman w wydanej w roku 1993 książce Boska cząstka. Jeśli Wszechświat jest odpowiedzią, jak brzmi pytanie? (The God Particle: If the Universe Is the Answer, What Is the Question?, współautor Dick Teresi) skrytykował opracowanie Tao fizyki.

Wychodząc od rozumowych opisów fizyki kwantowej, [Capra] konstruuje skomplikowane rozszerzenia, całkowicie pozbawione zrozumienia tego, jak wygląda skomplikowane wzajemne zazębianie się eksperymentów i teorii, jak też ile krwi, potu i łez wkładane jest w każdy etap postępu.

Fritjof Capra jest dyrektorem-założycielem "Centrum Edukacji Ekologicznej" mieszczącego się w Berkeley w Kalifornii. Centrum promuje ekologię i myślenie systemowe w szkolnictwie podstawowym i średnim.